# 擬距離空間
数学の分野における擬距離空間（ぎきょりくうかん、英: pseudometric space）とは、異なる二点の間の距離がゼロとなることもあるように一般化された距離空間である。すべてのノルム空間が距離空間であるように、すべての半ノルム空間は擬距離空間である。このことから、半距離空間（位相空間論における意味とは異なる）という語が、特に関数解析学の分野において、擬距離空間の同義語として用いられることがある。
擬距離の族によって位相が生成される時、その空間はゲージ空間と呼ばれる。

## 定義
擬距離空間 {\displaystyle (X,d)} とは、すべての {\displaystyle x,y,z\in X} に対して
1. {\displaystyle \,\!d(x,x)=0}.
2. {\displaystyle \,\!d(x,y)=d(y,x)} （対称性）
3. {\displaystyle \,\!d(x,z)\leq d(x,y)+d(y,z)} （劣加法性 / 三角不等式）

を満たすような非負の実数値関数 {\displaystyle d:X\times X\longrightarrow \mathbb {R} _{\geq 0}} （擬距離と呼ばれる）を備える集合 {\displaystyle X} のことである。
距離空間とは異なり、擬距離空間における各点は識別可能である必要はない。すなわち、二つの異なる値 {\displaystyle x\neq y} に対して {\displaystyle d(x,y)=0} が得られることもある。

## 例
擬距離は関数解析学の分野においては自然に現れる。実数値関数 {\displaystyle f:X\to \mathbb {R} } からなる空間 {\displaystyle {\mathcal {F}}(X)} と、ある特定の点 {\displaystyle x_{0}\in X} を考える。この点は、{\displaystyle f,g\in {\mathcal {F}}(X)} に対して
{\displaystyle \,\!d(f,g)=|f(x_{0})-g(x_{0})|\;}
で与えられるような擬距離を導く。
ベクトル空間 V に対し、半ノルム p は V 上の擬距離を
{\displaystyle \,\!d(x,y)=p(x-y)}
のように導く。逆に、同次の推移不変な擬距離は、半ノルムを導く。
擬距離は、双曲型複素多様体の理論においても現れる。小林距離を参照されたい。

## 位相
擬距離位相とは、開球
{\displaystyle B_{r}(p)=\{x\in X\mid d(p,x)<r\}}
全てからなる集合が位相（開集合系）の基底を成すものとして導かれる位相のことである。位相空間が擬距離化可能であるとは、その空間上に与えられた位相と一致するような擬距離位相を与えることが出来ることを言う。
擬距離と距離の違いは、完全に位相的なものである。すなわち、擬距離が距離であるための必要十分条件は、それが生成する位相が T0 であることである（すなわち、異なる点が位相的に識別可能）。

## 距離等化
擬距離の解消は、距離等化（metric identification）と呼ばれ、擬距離空間を一廉の距離空間に変える同値関係を導く。これは、{\displaystyle x\sim y} を {\displaystyle d(x,y)=0} で定義することによって得られる。{\displaystyle X^{*}=X/{\sim }} とし、
{\displaystyle d^{*}([x],[y])=d(x,y)}
とする。このとき、{\displaystyle d^{*}} は {\displaystyle X^{*}} 上の距離であり、{\displaystyle (X^{*},d^{*})} は well-defined な距離空間である。 
距離等化は、誘導位相を保つ。すなわち、{\displaystyle A\subset X} が飽和、つまり {\displaystyle \pi ^{-1}(\pi (A))=A} を満たすとき、 {\displaystyle A} が {\displaystyle (X,d)} の開集合（あるいは閉集合）であることと、{\displaystyle \pi (A)=[A]} が {\displaystyle (X^{*},d^{*})} の開集合（あるいは閉集合）であることは、同値である。ここで，{\displaystyle \pi :X\to X^{*}} は自然な射影である。